# William Vander Zalm
William Nicholas Vander Zalm (né le 29 mai 1934), mieux connu sous le nom de Bill Vander Zalm est un homme politique et homme d'affaires en Colombie-Britannique (Canada). Il a été le 28e premier ministre de cette province de 1986 à 1991.